# Vetloega (rivier)
De Vetloega (Russisch: Ветлуга) is een rivier in het Europese deel van Rusland.
De rivier mondt bij Tsjeboksary uit in een stuwmeer van de Wolga.